# Rat-baiting
O Rat-baiting é um "esporte sangrento" (blood sport) que envolvia cães e ratos, e que foi muito popular no século XVII. Este "esporte" consistia em colocar um cão em uma arena repleta de ratos, e o cão que matasse mais ratos em menos tempo vencia.

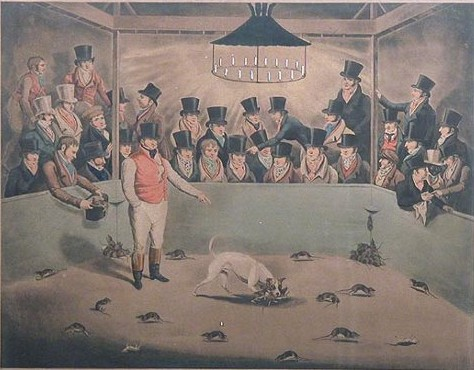
Famoso cão bull-and-terrier chamado "Billy" no Rat-baiting, Londres, circa 1823.

O Rat-baiting tornou-se ainda mais popular após a proibição do Bull-baiting (luta entre cães e touros) e do bear-baiting (luta entre cães e ursos), em 1835 na Inglaterra. 
Os cães utilizados nesta prática eram normalmente cães de pequeno a médio porte, do tipo terrier.

## Declínio
O último campeonato aconteceu em Leicester, em 1912. O organizador do campeonato foi condenado, multado e teve que prometer ao tribunal que nunca iria realizar eventos novamente.
A popularidade do rat-baiting foi diminuindo à medida que as exposições de cães ganhavam destaque.

## Atualmente
Há uma nova "versão" do rat-bating, chama-se Ratting. O Ratting é o uso legal de cães para o controle de pragas de ratos em um espaço não confinado, como um celeiro ou em campo aberto. Devido a uma infestação de ratos, terriers estão sendo usados agora para caçar e matar ratos nas principais cidades ao redor do mundo, incluindo Nova York, bem como em nações como o Reino Unido, Vietnã entre outros. Embora o Ratting com cães terriers de trabalho seja muito menos eficiente do que usar raticidas ou armadilhas de rato, o abate de espécies não-alvo é zero.